# أولاد زاليم التريعات (سيدي إسماعيل)
أولاد زاليم التريعات هي إحدى مشيخات المملكة المغربية، تتبع جغرافيا لإقليم الجديدة وإداريًا لسيدي إسماعيل. يقدر عدد سكانها بـ 3643 نسمة حسب الإحصاء الرسمي للسكان والسكنى لسنة 2004.